# La edad madura

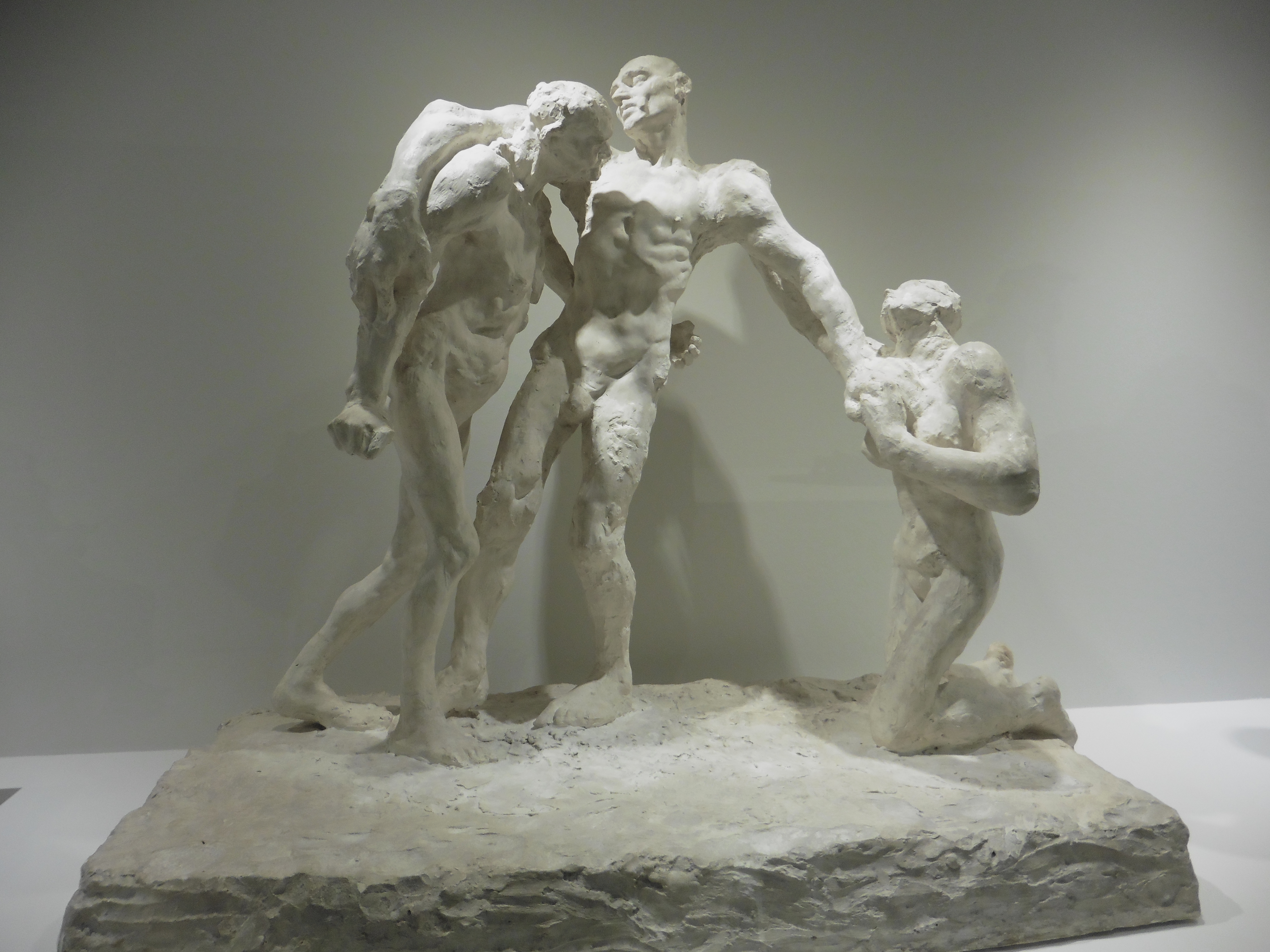
Primera versión de La edad madura en yeso

La implorante, expuesta en el Museo Soumaya de la Ciudad de México

La edad madura, también conocida como El destino, o El camino de la vida, o La fatalidad, o L'Age mûr o La Destinée, es un grupo escultórico hecho en bronce de la artista francesa Camille Claudel. Esta obra se expone en el Museo Rodin de París desde 1952, año en que Paul Claudel la donara y en el Museo de Orsay.

## Obra
La primera versión de La Edad madura pertenece al Museo Rodin, es un grupo en yeso que puede fecharse entre 1894 y 1895 gracias a una carta enviada por Camille Claudel a su hermano Paul en diciembre de 1893 en la que la artista hace referencia a la obra como El grupo de tres. En esa misma carta, la escultora menciona su idea de introducir un árbol inclinado en el grupo para expresar con mayor intensidad la idea central del destino:

Mi querido Paul [...] Sigo consagrada a mi grupo de tres. Pondré un árbol inclinado que simbolizará el destino.[...] el grupo de tres, si he terminado, será así [boceto de la escultura] visto a lo ancho.

Paul Claudel declaró que no se trata de dos versiones de un acontecimiento, sino de dos capítulos de un solo drama. La versión en yeso mide 87 x 99.5 x 52.5 cm; al centro está un hombre en una posición de desequilibrio, apoyado sobre la pierna izquierda, atraído a su izquierda por una mujer arrodillada que lo toma por la mano y por el hombro; con las dos manos ella le toma el brazo y tira de su mano hacia su corazón. De su lado derecho, una anciana lo sostiene por la cintura. Las mujeres, con el cuerpo dirigido hacía él parecen luchar y hacerse frente una a la otra.
La segunda versión de esta obra se realizó tras un encargo del Estado francés en 1895. El inspector Armand Silvestre visitó por recomendación de Auguste Rodin el taller de Camille con intención de pedirle el busto de Gaston de Orléans, es ese día cuando ella le muestra la primera versión de L’Âge mûr y Armand convence al ministro de encargarle la obra. En enero de 1896 la artista solicita un anticipo del pago y el Ministerio le deposita 1000 francos. Cuando el inspector Silvestre regresa a ver el avance del trabajo, los personajes continúan desnudos y el hombre aún tiene la mano agarrada por la joven mujer. Ya en el tercer informe el inspector describe la segunda versión como el drama de una ruptura:

El hombre al final de su madurez (es) vertiginosamente arrastrado por la Edad, mientras que tiende una mano inútil hacia la juventud que quisiera en vano seguirlo. [...] La señorita Claudel separó la mano del personaje principal de la mano de la figura de la Juventud para expresar mejor su alejamiento de ella. Además, envolvió a la figura de la edad con ropajes flotantes que acusan la rapidez de su marcha [...] de una factura muy moderna, merecería la ejecución en bronce [...]. La impronta de Rodin es flagrante [...] pero tratado con conciencia infinita. Se puede decir que solamente es por sus cualidades de invención y de movimiento que proviene de la factura del maestro, y no por su negligencia buscada.

Aunque la obra fue aceptada, no se inscribió en el inventario para que el pago se realizara a tiempo, así que el padre de Camille, Louis Prosper Claudel escribió el 14 de diciembre de 1898 a la administración de Bellas Artes para pedir los 1500 francos que le debían a Camille. Rápidamente, el 23 de diciembre, el director de Bellas Artes Henry Roujon le respondió e inscribió el modelo en yeso de L'Age mûr en el Depósito de los mármoles. Camille se impacientó y bajo la suposición de haber sido ignorada, el 27 de diciembre escribió molesta al director de Bellas Artes: 

[...] Me limitaré a hacerle notar que he realizado sobre ese grupo adelantos de 2000 francos y que, le plazca o no a Rodin o a Morhardt, es necesario que se me pague, a falta de lo cual a ellos tendré que dirigirme. Le suplico que crea que no estoy de humor para dejarme mantener en suspenso, ni siquiera por usted.

La obra fue pagada en 1899, sin embargo Camille nunca se la entregó al Depósito de los mármoles. 
En 1902 se realizaron dos fundiciones en bronce, una que se encuentra en el Museo de Orsay hecha por Thiébaut Frères por pedido de un particular, el Capitán Tissier, y la segunda expuesta en el Museo Rodin realizada entre 1907 y 1913 por Carvilhani antes de que el yeso que sirvió de modelo para las fundiciones desapareciera.  
Frecuentemente esta obra es interpretada en un sentido autobiográfico, como la ilustración de la indecisión de Rodin por permanecer con Rose Beuret o con ella, Camille Claudel. La Edad madura describe sobre todo una variación en torno al destino. En la primera versión se observa un movimiento de inevitable arrastre del hombre, mientras este se aferra con firmeza a la juventud y a la vida. Mientras que la vejez y la muerte le arrancan de los brazos tendidos de la joven implorante, en la segunda versión.  
La figura arrodillada es expuesta también de forma individual con el título de L'imploration o La implorante.  

## Exposiciones
La edad madura se ha expuesto desde el año de 1903 en distintas salas:
| Año  | Exposición                                                                                        | Ciudad            |
| ---- | ------------------------------------------------------------------------------------------------- | ----------------- |
| 1903 | Salon de la Société des artistes français                                                         | Paris, Francia    |
| 1984 | Camille Claudel (1864-1943)                                                                       | Paris, Francia    |
| 1984 | Camille Claudel (1864-1943)                                                                       | Poitiers, Francia |
| 1985 | Camille Claudel. Auguste Rodin. Dialogues d'artistes                                              | Berna, Suiza      |
| 1985 | Anciens et Nouveaux : choix d'oeuvres acquises par l'Etat ou avec sa participation de 1981 à 1985 | Paris, Francia    |
| 1988 | L'Age mûr de Camille Claudel                                                                      | Paris, Francia    |
| 2000 | 1900                                                                                              | Paris, Francia    |
| 2004 | A. Rodin, A. Goloubkina et C. Claudel                                                             | Moscú, Rusia      |
| 2014 | Camille Claudel (1864-1943). Au miroir de l'art nouveau                                           | Roubaix, Francia  |